# IBRA Media
IBRA (tidigare IBRA Media och IBRA Radio (International Broadcasting Association) är sedan årsskiftet 2002 en del av Svensk Pingstmission (SPM). I SPM ingår också biståndsorganisationen PMU InterLife, och organisationerna TV-Inter, ICBI (Internationella Kassettbibel Institutet) och PIL (Pingstmissionens Internationella Litteraturcentrum).

## Verksamhetsområden
- produktion, sändning och uppföljning av radio- och tv-program
- produktion och distribution av ljudmedia
- produktion, sändning och uppföljning av internetarbetet

Genom nätverket World by Radio arbetar IBRA tillsammans med de andra stora kristna radioorganisationerna i världen för att alla människor i hela världen ska kunna höra evangeliet i radio på ett språk de förstår.

## Ledning
Direktor för IBRA är Pontus Fridolfsson. Bland tidigare direktorer kan nämnas Lars Anderås (född 1959) samt Larseric Janson (född 1923) som även var vice VD i Dagengruppen. Fred Nyman ledde IBRA Radio internationellt från Larseric Jansons pensionering 1988 fram till 1993 varefter Ibras ledare blev två, nämligen Sune Elofson och Gösta Åkerlund.

## Historik
År 1948 kom pastor Lewi Pethrus med idén att starta en reklamfinansierad radiostation i pingströrelsens regi. Man erhöll inte sändningstillstånd, utan sände programmen från piratradiostationer ombord på båtar i Östersjön samt via fasta sändare i Luxemburg och Andorra.  Ibra Radio var den första svenska radiopiratstationen i landet. Ibra-kören och Ibraorkestern bildades och var flitigt verksam i radiosändningarna med sin dirigent Lennart Jernestrand. Han ledde Ibra-kören till dess nedläggning 1999. Mellan 1955 och 1959 sände man från Tanger på åtta olika språk. Åren 1971-1992 sände man från Radio Trans Europa i Portugal. Målområdet var främst Östeuropa.
År 1982 invigdes IBRA:s Afrika-center i Arusha i Tanzania. 1991 inleddes lokala sändningar i OSS. År 1995 utvidgades sändningarna på arabiska genom starten av Aktion Ibrahim. År 2004 startades ett regionkontor i Lomé i Togo då arbetet i Västafrika växt kraftigt i början av 2000-talet.
IBRA:s svenska sändningar upphörde helt i och med närradions införande 1979.